# Asanda
Asanda Jezile (née le 17 septembre 2001 en Afrique du Sud) est une chanteuse anglaise.

## Biographie
Sa famille quitte le Cap-Oriental dans les années 2000.
Elle se fait connaître comme participante de la septième saison de Britain's Got Talent du 13 avril 2013 au 8 juin 2013. Asanda passe l'audition avec Diamonds de Rihanna. Le jury lui adresse des éloges. Cependant des téléspectateurs critiquent la prestation en trouvant qu'elle est trop sexualisée, qu'une mineure ne doit pas interpréter cette chanson. Cependant, le père d'Asanda, Lennox, répond que sa fille est mûre pour son âge. En demi-finale le 31 mai, elle interprète Halo de Beyoncé et convainc de nouveau le jury et le public. Elle atteint le top 3 ; mais le jury doit qui d'Asanda ou d'Alex Keirl doit prendre la deuxième place. Amanda Holden choisit Keirl tandis que les trois autres juges choisissent Asanda pour l'envoyer en finale. Cependant, les votes publiés après l'émission montrent qu'Alex Keirl a en fait un pourcentage plus élevé de votes avec 21,4% contre 19,4% pour Asanda. En finale le 8 juin, elle interprète If I Were a Boy de Beyoncé. Elle termine en dernière position avec 1,2% des voix. Repéré par Disney, elle passe une audition.
Elle réapparaît lors du concours de sélection du Royaume-Uni pour le Concours Eurovision de la chanson 2018, mais perd.

## Source de la traduction
- (en) Cet article est partiellement ou en totalité issu de l’article de Wikipédia en anglais intitulé « Asanda » (voir la liste des auteurs).